# Cryptocarya brachythyrsa
Cryptocarya brachythyrsa är en lagerväxtart som beskrevs av Hsi Wen Li. Cryptocarya brachythyrsa ingår i släktet Cryptocarya och familjen lagerväxter. Inga underarter finns listade i Catalogue of Life.